# 지명고등학교
지명고등학교(智明高等學校)는 대한민국 전라남도 신안군 지도읍 읍내리에 있는 공립 고등학교이다.

## 학교 연혁
- 1982년 1월 15일 : 지명종합고등학교 설립 인가(12학급)
- 1982년 3월 12일 : 지명고등학교 개교
- 1982년 3월 12일 : 초대 교장 이연우 선생 취임
- 2004년 3월 1일 : 지명고등학교(교명 변경)
- 2013년 3월 1일 : 특성화고에서 일반계고로 체제 개편
- 2023년 3월 1일 : 제19회 성덕호 교장 부임
- 2024년 2월 7일 : 제40회 졸업(14명, 연 2,725명)

## 참고 자료
- 지명고등학교 - 한국교육학술정보원 학교알리미